# Camptothecium subhumile
Camptothecium subhumile är en bladmossart som beskrevs av Brotherus 1904. Camptothecium subhumile ingår i släktet Camptothecium och familjen Brachytheciaceae. Inga underarter finns listade i Catalogue of Life.